# اولکن قامقالی
اولکن قامقالی (به قزاقی: Улкен Қамқалы، ۋلكەن قامقالى) یک دریاچه در قزاقستان است که در شهرستان ساری‌سو واقع شده‌است.